# محوطه اولیاء کوته مهر
محوطه اولیاء کوته مهر مربوط به هزاره دوم قبل از میلاد است و در شهرستان بناب، بخش مرکزی، روستای کوته مهر واقع شده و این اثر در تاریخ ۱۲ بهمن ۱۳۸۱ با شمارهٔ ثبت ۷۳۶۹ به‌عنوان یکی از آثار ملی ایران به ثبت رسیده است.